# Emmanuel Zapata
Emmanuel Zapata (San Martín, Argentina, 7 de octubre de 1986) es un militar y pentatleta argentino. Representó a su país en los Juegos Olímpicos de 2016 en Río de Janeiro y se consagró campeón panamericano de pentatlón moderno en 2018.

## Carrera atlética
En 2011 se convirtió en el primer representante argentino en obtener una medalla en los Juegos Mundiales Militares, luego de conseguir el tercer lugar (medalla de bronce) en la prueba individual masculina de pentatlón moderno en Río de Janeiro.
Representó a su país en los Juegos Olímpicos de 2016 en Río de Janeiro, donde quedó en el puesto 30. Tres años más tarde, en el marco de los Juegos Panamericanos de 2019 en Lima, obtuvo la medalla de bronce en la categoría relevo masculino junto a Sergio Alí Villamayor.
Zapata conquistó la categoría individual masculina del Campeonato Panamericano de Pentatlón en 2019, habiendo obtenido previamente la medalla de plata en 2014 y la de bronce en 2013. 
Alcanzó la fase final en el Campeonato Mundial de Pentatlón Moderno de Varsovia 2014 y de El Cairo 2017. 

## Vida privada
Zapata es hermano de los pentatletas Nahuel Zapata, Ayelén Zapata y Pamela Zapata. Está casado con Iryna Khokhlova, una pentatleta de origen ucraniano.
Es autor del cuento "Los gladiadores de hoy" incluido en la antología Pelota de papel 4.